# Ново Русилово
Ново Русилово (на гръцки: Νέα Ξανθόγεια) е село в Република Гърция, в дем Воден (Едеса), област Централна Македония.

## География
Селото е разположено на около 3 km северно от старото село Русилово (Ксантогия), западно от град Воден (Едеса) и на около 4 km североизточно от Острово (Арниса) в планината Нидже (Ворас), северно от Островското езеро.

## История
Русилово пострадва през Гражданската война, като част от жителите му емигрират в Югославия. След войната започва миграция към Воден. След 50-те години на XX век жителите на Русилово постепенно основават ново селище – Ново Русилово. В 2001 година Русилово има 2, а Ново Русилово – 114 жители.
Преброявания
| Година    | 1913 | 1920 | 1928 | 1940 | 1951 | 1961 | 1971 | 1981 | 1991 | 2001 | 2011 | 2021 |
| --------- | ---- | ---- | ---- | ---- | ---- | ---- | ---- | ---- | ---- | ---- | ---- | ---- |
| Население |      |      |      |      |      |      |      |      | 150  | 114  | 90   | 97   |